# Karin Cohen
Karin Elizabeth Cohen (Buenos Aires, 22 de septiembre de 1968) es una periodista y locutora argentina. Fue también presentadora de la edición de la mañana de TPA Noticias.

## Biografía
Cohen nació el 22 de septiembre de 1968 en la Ciudad de Buenos Aires. Egresó de la carrera de locutora del Instituto Superior de Enseñanza Radiofónica además es licenciada en comunicación social por la Universidad de Buenos Aires. Comenzó su carrera en radios de la zona norte del Gran Buenos Aires para después ingresar a trabajar en Radio Mitre. Asimismo trabajó en La 100 FM, Radio del Plata, Rock and Pop, Radio 10 y Vale 97.5. En televisión trabajó en CVN, el primer canal de noticias de la Argentina, América TV, Canal 9, CN23 y C5N, en este último durante en su primer año de transmisión. En abril de 2016, tras una renovación en la programación de la TV Pública, después del cambio de gobierno en el país, Karin fue contratada como presentadora de noticias para la edición matutina de los servicios informativos del canal estatal. Actualmente trabaja en el canal de televisión de la Cámara de Diputados de la Nación, como conductora principal. En 2023, se convirtió en conductora de Canal 9 luego de la desvinculación de Maju Lozano en Todas las tardes.

## Vida privada
Karin Cohen está en pareja hace 16 años con Mauro Venagli, con quien son padres de Isabella y Briana.